# Porojść (Białoruś)
Porojść (biał. Порайсць; ros. Поройсть) – wieś na Białorusi, w obwodzie grodzieńskim, w rejonie werenowskim, w sielsowiecie Podhorodno.
W dwudziestoleciu międzywojennym leżała w Polsce, w województwie nowogródzkim, w powiecie lidzkim, w gminach Aleksandrowo (do 1925), Mackiszki (1925–1929) oraz Werenowo (od 1929). Po II wojnie światowej w granicach Związku Sowieckiego. Od 1991 w niepodległej Białorusi.